# Gerber (Langnau)

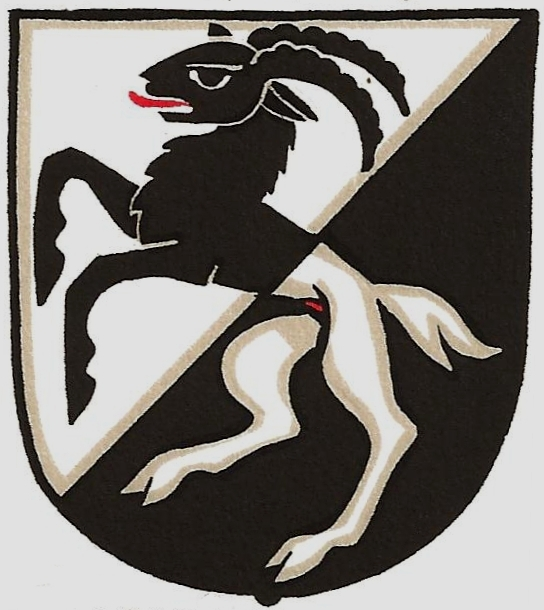
Wappen der Hapbach-Gerber von Langnau im Emmental

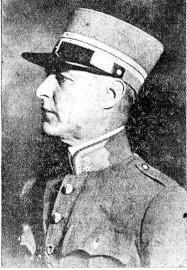
Walo Gerber, Rennreiter und Sportflieger (1932)

Gerber ist ein Familienname der Gemeinde Langnau im Emmental.

## Geschichte
Der Name Gerber ist in Langnau stark verbreitet und erscheint in den Quellen spätestens im ausgehenden 16. Jahrhundert. Besondere Verbreitung ist in der frühen Neuzeit im Gohlgraben, mit den Höfen Baumgarten, Giebel, Hapbach, Lohngrat und Bluttenried, festzustellen. Die Gerber sind im Gohlgraben mit den Familien Blaser, Bürki, Grimm, Röthlisberger u. a. verschwägert. Eine genaue Filiation oder ein umfassender Stammbaum ist aufgrund der Häufung des Namens und der Quellenlage unmöglich.
Einige Gerber von Langnau waren in der frühen Neuzeit Täufer, die teilweise des Landes verwiesen wurden. Mennoniten aus dem Geschlecht der Gerber von Langnau haben sich auch im Berner Jura angesiedelt (etwa in Mont-Tramelan).

## Hapbach-Gerber
Niklaus Gerber (1767–1830) erwarb 1801 von Christian Jakob den Hof Hapbach. Seine Söhne begründeten die heutigen drei Hapbach-Zweige in Thun, in Bern und Grosshöchstetten.

### Zweig Thun
Die Brüder Christian (1786–1842) und Johann Gerber gründeten 1836 in Langnau den Käse-, Fell- und Lederhandel Gerber & Co., aus welchem in Thun 1975 die Gerberkäse AG hervorging.
Walter Gerber und Fritz Stettler fanden eine Möglichkeit, Hartkäse unter feuchtwarmen Klimabedingungen haltbar zu machen. Das Schmelzkäse-Verfahren ermöglichte zudem eine sinnvolle Verwertung für Emmentalerkäse. Der Schmelzkäse fand ab 1911 in Schachtelportionen (Gerberkäsli) und der 1936 entwickelte Doppelrahmfrischkäse (Gala) nach einiger Verzögerung zuerst in tropischen Gebieten, später auch in Europa und der Schweiz regen Absatz als Zwischenverpflegung für Freizeitaktivitäten und Proviant in den Armeen. Gerberkäse entwickelte ab 1960 das Fertig-Fondue (Gerber-Fondue) und erschloss sich damit ein neues Absatzfeld. Der Erfolg des Fertig-Fondue ermöglichte auch eine bessere Verwertung der ab den 1950er Jahren rasch steigenden Hartkäseproduktion. Im Jahr 2002/2003 kaufte Emmi AG die Firma Gerberkäse AG auf, 2009 wurde der Produktionsstandort Thun geschlossen.

### Zweig Bern
Der Langnauer Spitalverwalter Niklaus Gerber (20. Januar 1788 – 5. Februar 1850) zog nach Bern als Verwalter des Äusseren Sulgenbachgutes des Carl Friedrich von Tscharner (1772–1844). Ab 1834 handelte er zudem mit Käse. Dessen Sohn Samuel Gerber (23. August 1813 – 13. Dezember 1878) kaufte das Stadtbachgut in Bern und erwarb 1865 das bernische Burgerrecht. Er und seine Nachkommen gehören der Gesellschaft zu Kaufleuten an.

### Zweig Grosshöchstetten
Michael Gerber (1793–1862) blieb als Jüngster auf dem Hapbach. Niklaus Gerber (1819–1887), einer seiner Söhne, wurde Metzger und liess sich in Thun nieder. In der zweiten Generation war Christian Gerber (1862–1925) Inhaber des Geschäfts. Dessen Söhne Rudolf Gerber (1889–1959) und Hans Gerber (1893–1966) leiteten die zum Grossbetrieb Chr. Gerber Söhne AG (später auch unter dem Namen GEGRO) herangewachsene Metzgerei als dritte und die Brüder Oswald Gerber (1912–1957), Ulrich Gerber (1914–1995) und Niklaus Gerber (* 1915) als vierte Generation. Markus Gerber (* 1946) stand in fünfter Generation an der Spitze der Grossmetzgerei, die ihren Betrieb einstellte und heute als Gerber Immobilien AG weiterbesteht.

## Personen
- Rudolf Gerber (1928–2019), Jurist, Bundesanwalt[3]

Zweig Thun
- Niklaus Gerber (1820–1850), Gastwirt zum Falken in Thun
- Niklaus Gerber (1850–1914), Chemiker, Gründer der Gerber Instruments[4]
- Max Gerber (1887–1949), Theologe und Sozialdemokrat[5]
- Walter Gerber (1879–1942), Käsehändler, Schmelzkäseerfinder und Hersteller, Begründer der Gerber AG.
- Walo Niklaus Gerber (1881–1949), Rennreiter, Sportflieger[6]
- Viktor Gerber (1891–1949), Chemiker, verheiratet mit Traute Carlsen

Zweig Grosshöchstetten
- Niklaus Gerber (1819–1887), Begründer der Grossmetzgerei Gerber

## Wappen
Die Langnauer Gerber führten in der Neuzeit verschiedene Personenwappen. Die Hapbach-Gerber führen seit der Mitte des 19. Jahrhunderts einheitlich einen schräglinks in Silber und Schwarz geteilten, schreitenden Steinbock in gewechselten Farben. Die Hapbach-Linie übernahm damit das Wappen der aus Zürich stammenden, 1643 in Bern als Ewige Einwohner aufgenommene Glockengiesser-Familie Gerber, die 1833 ausstarb. Varianten dieses Wappens sind auch für Gerber aus St. Gallen und in Graubünden bekannt.

## Archive
- Familienarchiv Gerber (Burgerbibliothek Bern)
- Gerber Fleischprodukte AG im Katalog der Burgerbibliothek Bern
- Stammbaum Gerber von Langnau (Staatsarchiv des Kantons Bern)
- Nachlass Eduard Gerber (Staatsarchiv des Kantons Bern)
- Nachlass Renata Egli-Gerber (Staatsarchiv Thurgau)
- Firmenarchiv Gerberkäse AG (Archiv für Agrargeschichte; PDF; 606 kB)
- Dokumentensammlung Hans Gerber (1893-1966) (Schweizerisches Wirtschaftsarchiv)